# 旺伊旺伊岛
旺伊旺伊岛（Wangi-Wangi）是印度尼西亞的島嶼，屬於圖康伯西群島的一部分，由東南蘇拉威西省瓦卡托比县負責管轄，面積156.5平方公里，最高點海拔高度274米，1994年人口34,081。